# Rete tranviaria di Bari
In servizio fra il 1910 e il 1948, la rete tranviaria di Bari alternò gestioni private e pubbliche, caratterizzando il panorama cittadino per la metà del XX secolo, per essere poi smantellata e sostituita da una serie di filovie.

## Storia

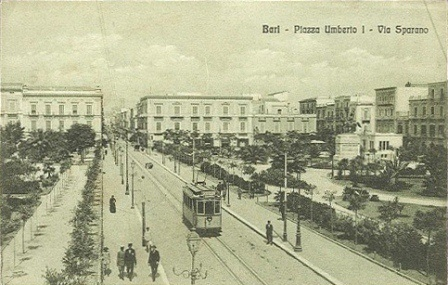
Piazza Umberto I in una classica cartolina d'epoca

Le vicende della rete tranviaria di Bari trovarono un importante antefatto il 14 gennaio 1906, allorquando la Società Elettrica Barese, costituita tre anni prima, iniziò l'esercizio di fornitura di energia elettrica per le utenze cittadine
Nel giro di tre anni dalla sua costituzione, la società accumulò profitti in grado di essere reinvestiti nella costruzione di una rete urbana di tranvie elettriche, analogamente a quanto attuato in analoghe esperienze in altre città, e presentò di conseguenza il relativo progetto al Comune di Bari. Lo stesso contemplava, oltre ad un collegamento extraurbano verso gli allora comuni di Carbonara di Bari e Ceglie del Campo, anche la possibilità di realizzare una linea fino a Cassano delle Murge.
Con Regio decreto n. DLV del 28 agosto 1909, la Società fu autorizzata costruire ed esercitare le prime due linee tramviarie urbane. I lavori di costruzione procedettero spediti e si poté dunque arrivare all'inaugurazione il 13 luglio 1910, con avvio dei servizi regolari il giorno successivo.
Il 1º settembre 1919 la SEB sospese i servizi, i quali furono municipalizzati e affidati in gestione alla nuova azienda Tranvie Elettriche Municipali (TEM) con decorrenza 16 agosto 1921.
L'ultimo cambiamento di amministrazione avvenne nel 1938: nel giugno di tale anno l'appalto, successivamente rinnovato nel 1946, per la gestione dei servizi di trasporto urbano fu affidata alla SAER, società già attiva in diverse altre città e province italiane. Il 1º luglio la stessa SAER inaugurò le prime due linee circolari del servizio filoviario avviando un programma di trasformazione della rete che avrebbe portato alla totale eliminazione dei tram urbani entro il 1948.

## Caratteristiche
La rete tranviaria di Bari, a scartamento metrico, era alimentata alla tensione continua di 550 V e strutturata, nel massimo della sua espansione, su tre distinti servizi:
- Linea 1 - Stazione FS - Porto, di 2,158 km
- Linea 2 - Stazione FS - Stazione della tranvia Bari-Barletta, di 1,055 km
- Linea 3 - Municipio - Villa Romanazzi di 1,361 km

L'attivazione delle prime due linee risale, come si è detto, all'inaugurazione avvenuta nel 1910. Per mezzo di essere venivano collegati quasi tutti i principali punti di interscambio cittadini, ossia la stazione centrale, il Porto e il capolinea della tranvia per Barletta, allora gestita dalla belga Sociètè Anonyme de Chemin de Fer Economiques de Bari-Barletta et extensiones, che si trovava all'inizio di via Napoli. La stazione ferroviaria di Bari Marittima, impianto successivamente soppresso, si trovava nelle immediate vicinanze di quest'ultima, nella piazza all'incrocio fra le vie Trevisani e Murat.

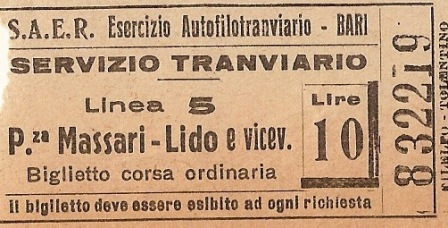
Gestione SAER - biglietto della 5

Il 5 novembre 1913 la SEB avanzò istanza per realizzare un prolungamento della rete urbana che, partendo dal palazzo del Municipio, avrebbe sfruttato il binario di raccordo esistente con piazza Sant'Antonio, ov'era situato il capolinea della tranvia per Carbonara e Ceglie, e un nuovo tratto dalla curva di accesso alla strada provinciale Bari-Carbonara fino al passaggio a livello della ferrovia Bari-Taranto, in prossimità di Villa Romanazzi, lungo la cosiddetta "extramurale" Giuseppe Capruzzi. Tale autorizzazione, recepite le osservazioni contenute nel parere 28 febbraio 1914, n. 290, del Consiglio superiore dei lavori pubblici, fu sancita con Regio decreto n.443 del 3 maggio 1914. Lungo tale terza linea era posto un capolinea intermedio in Corso Cavour, in corrispondenza del palazzo delle poste e del teatro Petruzzelli.
I comuni di Carbonara di Bari e Ceglie del Campo furono aggregati al Comune di Bari, quali frazioni, con Regio Decreto n. 364 del 16 febbraio 1928; su domanda avanzata dalla direzione delle Tramvie Elettriche Municipali di Bari la tranvia venne dunque "declassata" con Regio decreto n. 761 del 28 aprile del medesimo anno.
Nel 1932, risultava inoltre finanziata una estensione tranviaria nella zona del Lido San Francesco all'Arena, di recente valorizzazione immobiliare dopo la bonifica del preesistente pantano, verso il faro di San Cataldo.
I suddetti cambiamenti portarono all'aggiunta di nuove linee urbane:
- Linea 4 - Bari - Ceglie
- Linea 5 - Piazza Massari - Lido

Oltre ai servizi regolari non mancavano collegamenti speciali, come le corse Petruzzelli-Cimitero attive in occasione della ricorrenza del 2 novembre.

## Materiale rotabile
La dotazione originaria delle tranvie baresi era costituita da sei elettromotrici di costruzione MAN e di altrettante rimorchiate di cui quattro chiuse e due aperte (tipo "giardiniera"), cui si aggiunsero - nel tempo - altre otto motrici e sei rimorchiate. Nel 1928 furono immesse in servizio quattro elettromotrici a carrelli e quattro rimorchiate a carrelli di costruzione Breda (destinate peraltro soprattutto all'esercizio della linea per Ceglie-Carbonara).
Rispetto alla dotazione originaria, il parco tranviario cittadino fu incrementato negli anni con il susseguirsi delle diverse amministrazioni, arrivando a 29 vetture nel 1922 a 37 nel 1932.
Fra le ultime vetture a entrare in servizio furono le quattro elettromotrici di costruzione Thomson & Houston del 1911 provenienti dalla rete di Padova, gestita dalla stessa SAER; facenti parte della serie 32-41, poi riclassificata 65-74 nel 1916, prestarono servizio fino al 1937 sulla linea per Villa di Teolo. Alla rete barese furono trasferite nel 1939 le unità 71-74.
Quattro motrici dotate di scomparto bagagli provenivano invece dal parco della Compagnia Italiana Grandi Alberghi (CIGA), che fino al 1940 eserciva il servizio tranviario presso il Lido di Venezia.

## Galleria d'immagini

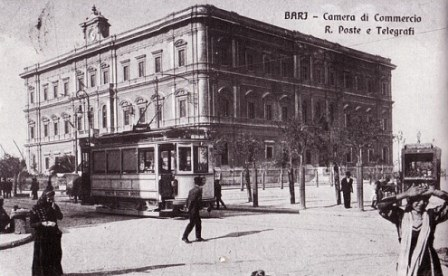
Bari - Palazzo delle poste
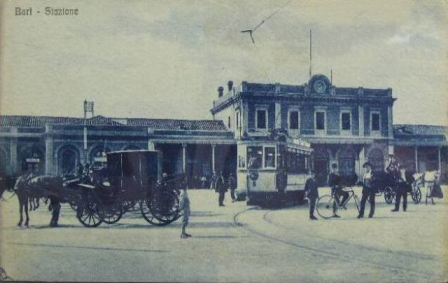
Bari - Stazione FS - 1920
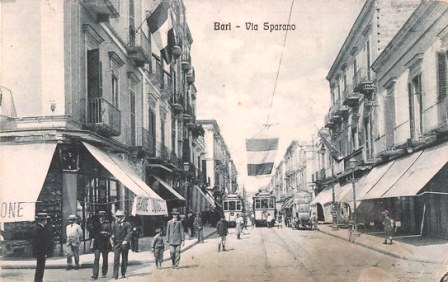
Bari - Via Sparano - 2
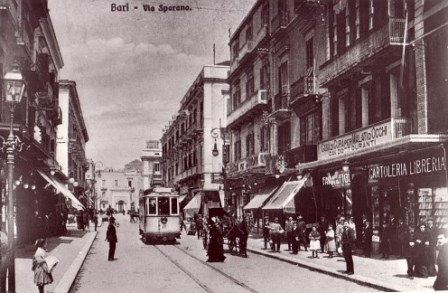
Bari - Via Sparano